# Charles Hare
Pour les articles homonymes, voir Hare.
Charles Hare, né le 16 juillet 1915 à Warwickshire, décédé le 18 novembre 1996 à Chicago, est un joueur de tennis britannique.
Il fut finaliste de la Coupe Davis en 1937 face aux États-Unis, ainsi que du tournoi de Wimbledon en double en 1936 et 1939.
Il se maria en 1943 avec Mary Hardwick qui fut plus tard initiatrice de la création de la Fed Cup.

## Palmarès

### Finales en double messieurs
| No | Date       | Nom et lieu du tournoi      | Catégorie | Surface      | Vainqueurs                    | Partenaire  | Score                   |          |
| -- | ---------- | --------------------------- | --------- | ------------ | ----------------------------- | ----------- | ----------------------- | -------- |
| 1  | 22-06-1936 | The Championships Wimbledon | G. Chelem | Gazon (ext.) | Patrick Hughes Raymond Tuckey | Frank Wilde | 6-4, 3-6, 7-9, 6-1, 6-4 | Parcours |
| 2  | 26-06-1939 | The Championships Wimbledon | G. Chelem | Gazon (ext.) | Elwood Cooke Bobby Riggs      | Frank Wilde | 6-3, 3-6, 6-3, 9-7      | Parcours |